# CLSTN1
CLSTN1‏ (Calsyntenin 1) هوَ بروتين يُشَفر بواسطة جين CLSTN1 في الإنسان.